# آخارونیم
آخارونیم یا آحارونیم (عبری: אחרונים) (انگلیسی: Aḥaronim) به معنی " متاخرین "، به دوره ای از خاخام‌های یهودی تلمودی گفته می‌شود که از حدود قرن ۱۶ و به ویژه پس از نوشته شدن کتاب شولحان عاروخ در سال ۱۵۶۳ میلادی، تا به امروز ادامه دارد.

## دوره آخارونیم
در سنت یهودیان تلمودی و معتقد به شریعت شفاهی، دانشمندان بزرگی نقش داشته‌اند که در طول زمان دوره‌هایی را تشکیل داده‌اند. نشانه پایان هر دوره، کتابی است که مورد مقبولیت عمومی قرار گرفته و پس از آن کتاب، دوره بعدی شروع شده‌است.
بهمین ترتیب کتاب شولحان عاروخ نقطه پایان دوره ریشونیم (متقدمین) و آغاز دوره آخارونیم (متاخرین) محسوب می‌شود.

## برخی از خاخام‌های دوره آخارونیم[۱]
- اسحاق ابندانا (م ۱۶۴۰–۱۷۱۰)، روحانی سفاردیک در انگلستان
- جیکوب ابندانا (۱۶۳۰–۱۶۹۵) روحانی سفاردیک در انگلستان
- اسحاق ابواب فونسکا (۱۶۰۵–۱۶۹۳) خاخام هلندی و کابالیست و اولین ربی در آمریکا
- یهودا اریه لیب التر (۱۸۴۷–۱۹۰۵) خاخام حسیدی و آو بت دین لهستان
- بصلئل اشکنازی (حدود ۱۵۲۰ - حدود ۱۵۹۲) خاخام تلمودی در فلسطین عثمانی
- حییم دیوید یوسف آزولای (معروف به هیدا) (۱۷۲۴–۱۸۰۶) خاخام و کوهن اورشلیم
- یائیر حییم باخاراخ (نویسنده هاووت یائیر) (۱۶۳۹–۱۷۰۲) خاخام تلمودی آلمانی
- نفتالی زوی یهودا برلین (۱۸۱۶–۱۸۹۳) رئیس یشیوای ولوژین در لیتوانی
- یوسف حییم بغدادی (Ben Ish Chai) (۱۸۳۲–۱۹۰۹) خاخام عراقی